# Lois Greenfieldová

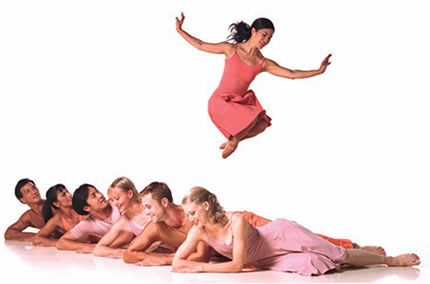
Lois Greenfieldová: Paul Taylor Dance Company během představení Esplanade choreografa Paula Taylora

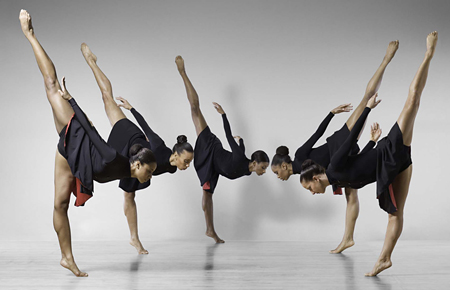
Lois Greenfieldová: Philadelphia Dance Company během představení Enemy Behind the Gates od Christophera Hugginse

Lois Greenfieldová (nepřechýleně Lois Greenfield; * 18. dubna 1949) je americká fotografka, která je známá zachycováním člověka v pohybu a využitím pohybu jako kompozičního prvku ve svém umění. Je srovnávána s Eadweardem Muybridgem zkoumáním lidského pohybu a s Henrim Cartier-Bressonem zachycením prchavé chvíle.

## Život a dílo
Na konci 60. let studovala antropologii a filmovou tvorbu na Brandeis University. Po absolutoriu v roce 1970 pracovala jako fotografka na volné noze; v Bostonu fotografovala pro malé nezávislé publikace zahrnující vše od rockových hvězd k pořádkovým nepokojům.
K fotografování používá tělo fotoaparátu Hasselblad 500 c/m bez motorového pohonu s čtvercovým formátem. Její nejoblíbenější objektivy jsou 120 mm a 150 mm. Blesky používá Broncolor, na kterých lze nastavit časy až 1/2000 s nebo méně. Pro čisté snímky je blesk mnohem důležitější než rychlost závěrky. Používá digitální stěnu Leaf Valeo 22i.
Kdysi dostala zakázku dokumentovat taneční koncert na zelené louce, což bylo téma, v němž neměla odbornou praxi. Fotografovala nácvik tanečních vystoupení v Bostonu a ve stejném tématu pokračovala také po přestěhování do New Yorku v roce 1973. Výsledkem bylo, že na tomto stylu postavila svůj rukopis a získala pověst fotografky moderního a postmoderního tance. Začala publikovat ve Village Voice, New York Times, Dance Magazine a dalších tiskovinách.
Pracuje v New Yorku pro periodika jako jsou například Sports Illustrated, Time, Elle, Vogue, Life a The New York Times. Fotografuje u všech velkých institucí, včetně takových jako jsou Americké baletní divadlo, Alvin Ailey American Dance Theater, Paul Taylor Dance Company, Bill T. Jones/Arnie Zane Dance Company a Parsons Dance Company. Její práce byly vystaveny v muzeích a galeriích po celém světě. Patronát nad jejím nejnovějším cyklem převzalo taneční divadlo Australian Dance Theatre, se kterým spolupracuje a prezentuje po celém světě. Přitom fotografuje během živého vystoupení jako součást atrakce.

## Publikace
- Airborne: The New Dance Photography of Lois Greenfield. San Francisco: Chronicle Books, 1998. ISBN 0-8118-2155-2
- Breaking Bounds: The Dance Photography of Lois Greenfield. San Francisco: Chronicle Books 1992 ISBN 978-0-8118-0232-1

## Výstavy
Poslední výstavy autora (výběr):
- 2008 – Mikimoto Gallery, Tokyo, Japonsko
- 2007 – Gallery Orchard, Nagoya, Japonsko
- 2007 – Art Photo Site Gallery, Tokyo, Japonsko
- 2007 – Bunkamura Gallery, Tokyo, Japonsko
- 2006 – Saitama Arts Theatre, Saitama, Japonsko
- 2006 – Southeast Museum of Photography, Daytona Beach, Florida
- 2006 – Gallery Add 2, Tokyo, Japonsko
- 2006 – Espace Miramar, Cannes, Francie
- 2011 – Resonating Fields, Lake Charles, Louisiana, USA

## Galerie

Max Pollak with Kick
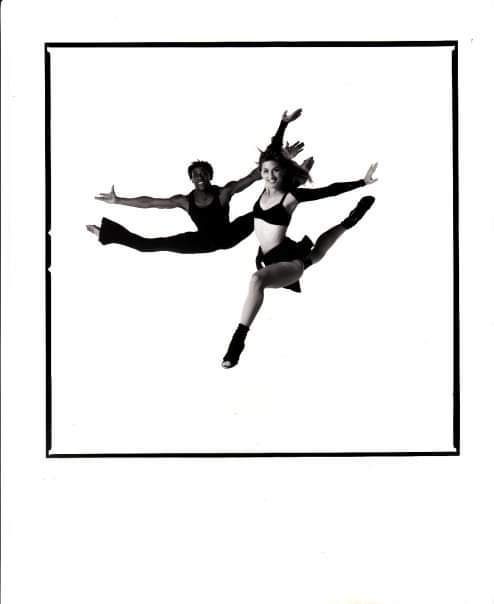
Tim and Lois